# F1 2001 (jogo eletrônico)
F1 2001 é um jogo eletrônico de corrida baseado na Temporada de Fórmula 1 de 2001, foi desenvolvido pela Visual Sciences e pela Image Space Incorporated e publicado pela EA Sports. Foi lançado para PlayStation 2, Windows e Xbox.

## Equipes e pilotos
- Scuderia Ferrari Marlboro: Michael Schumacher e Rubens Barrichello;
- West McLaren Mercedes: Mika Häkkinen e David Coulthard;
- BMW Williams F1 Team: Ralf Schumacher e Juan Pablo Montoya;
- Mild Seven Benetton Playlife: Giancarlo Fisichella e Jenson Button;
- Lucky Strike BAR Honda: Olivier Panis e Jacques Villeneuve;
- B&H Jordan Honda: Heinz-Harald Frentzen e Jarno Trulli;
- Orange Arrows Asiatech: Jos Verstappen e Enrique Bernoldi;
- Red Bull Sauber Petronas: Nick Heidfeld e Kimi Räikkönen;
- Jaguar Racing: Eddie Irvine e Pedro de la Rosa;
- European Minardi F1: Tarso Marques e Fernando Alonso.
- Gauloises Prost Peugeot: Jean Alesi e Luciano Burti;